# Robert Nozick
Robert Nozick, ameriški filozof, * 16. november 1938, New York, Združene države Amerike, † 23. januar 2002, Cambridge, Massachusetts. Najbolj poznan je po svojem vplivnem zagovarjanju libertarizma v svojem prvem večjem in najbolj znanem delu Anarhija, država in utopija (1974) se je zavzel za "minimalno državno" - vlado, katere vloga je omejena na zaščito državljanov pred nasiljem, krajo, in kršitvami pogodbe. Pomembno pa je tudi prispeval k epistemologiji, problemu osebne identitete in teoriji odločanja.

## Življenje

### Zgodnje življenje in kariera
Robert Nozick je bil edini otrok Maxa Nozicka (ruskega judovskega priseljeneca in poslovneža) in Sophie Cohen Nozick. Po končani javni šoli v Brooklynu se je vpisal na Univerzo Columbia, kjer je leta 1959 prejel diplomo iz filozofije. Leta 1963 je doktoriral iz filozofije na Univerzi Princeton, s tem ko je napisal disertacijo o teoriji odločanja pod mentorstvom Carla Hempela. V letih 1962-1965 je poučeval na Princetonu, 1965-1967 na Harvardu in 1967-1969 zasebni Univerzi Rockefeller; leta 1969, ko je bil star 30 let, se je vrnil na Harvard kot eden najmlajših rednih profesorjev v zgodovini univerze. Preostanek svoje kariere je poučeval na Harvardu kot redni profesor filozofije.

### Družina
Po prejemu diplome leta 1959, se je istega leta poročil z Barbaro Fierer. Imela sta dva otroka, Emily in Davida. Zakonca sta se kasneje ločila. Nato se je ponovno poročil s pesnico Gjertrud Schnackenberg.  Skupaj z otrokoma je skrbela zanj, dokler ni leta 2002 po dolgotrajnem boju z rakom na želodcu umrl.

## Filozofija

### Anarhija, država in utopija
Med svojimi srednješolskimi in študentskimi leti je bil Nozick član študentov »nove levice« in navdušen socialist. Po dokončani višji stopnji Univerze Princeton, je Nozick začel dolgo kariero v akademskih krogih. Sprva je bil pridružen socialističnim organizacijam (v Kolumbiji je pomagal najti podružnico univerzitetnega naselja za industrijsko demokracijo), sčasoma pa je začel zagovarjati kapitalizem in nakazovati na kritiko moderne socialne države. Z branjem del liberalnih mislecev, kot sta npr. Friedrich Hayek in Ludwig von Mises je pričel spreminjati svoja politična stališča. Njegova usmeritev v libertarizem je dosegla vrhunec leta 1974 z objavo dela Anarhija, država in utopija, v kateri podrobno utemelji in zelo izvirno zagovarja libertarno "minimalno državo" in kritiko aktualnega družbeno-demokratičnega liberalizma. V delu je trdil, da država ne more prerazporediti bogastva brez kršenja pravic posameznika). Delo je pridobilo takojšnjo podporo konservativnih intelektualcev in postalo nekakšen filozofski manifest nove desnice, čeprav Nozick sam v celoti ni bil zadovoljen s tem "dosežkom". Knjiga pa je bila vseeno leta 1975 nagrajena z nagrado National Book Award.

### Minimalna država
Glavni namen dela Anarhija, država in utopija je pokazati, da je minimalna država - in le minimalna država - moralno upravičena. Z minimalno državo se Nozick nanaša na stanje države, ki deluje kot "nočni čuvaj", s pooblastili omejenimi na tiste, potrebne za zaščito državljanov pred nasiljem, tatvinami in goljufijami. S trditvijo, da je minimalna država upravičena, Nozick skuša ovreči klasični anarhizem, ki nasprotuje kakršni koli organizaciji države; z utemeljitvijo, da je pravično nič več kot minimalna država, Nozick skuša ovreči sodobne oblike liberalizma, kot tudi socializem in druge levičarske ideologije, ki zatrjujejo, da poleg svojih pooblastil, kot nočni čuvaj, bi morala država imeti pooblastila za ureditev gospodarske dejavnosti državljanov, morala bi prerazporediti bogastvo v smeri večje enakosti, in univerzalno zagotavljati socialne storitve, kot so izobraževanje in zdravstvena oskrba.
Zoper anarhizem, Nozick trdi, da je minimalna država upravičena, ker bi ta (ali nekaj zelo podobnega) nastala spontano med ljudmi, ki živijo v hipotetičnem ˝naravnem stanju˝ preko dejanj, ki ne bi omogočale kršitev osnovnih pravic nikomur. Po angleškem filozofu Johnu Locku iz 17. stoletja, Nozick predpostavlja, da ima vsak osnovne, naravne pravice (naravno pravo): 1) pravico do življenja, 2) svobode in 3) lastnine, vključno s pravico do uveljavljanja lastnine, kot so sadovi ali proizvodi lastnega dela in pravico do samostojnega razpolaganja z lastnim premoženjem (pod pogojem, da se pri tem eden ne krši pravice koga drugega). Vsakdo ima tudi (naravno) pravico, da kaznuje tiste, ki kršijo ali poskušajo kršiti omenjene posameznikove osnovne pravice. Ker bi bilo varovanje svojih osnovnih pravic v naravnem stanju težko za vsakega posameznika, bi se tako tvorila "združenja za zaščito", v katerih bi člani delali skupaj, da bi obranili pravice drug drugega in kaznovali kršitelje pravic. Sčasoma bi se nekatera od teh združenj razvila v zasebna podjetja, ki bi ponujala zaščito in kaznovalne storitve za plačilo. Takim storitvam bi posamezniki pripisovali velik pomen, ki bi dal največjim podjetjem zavarovanje, naravno konkurenčno prednost, in na koncu bi obstalo le eno podjetje, ali konfederacija podjetij, ki bi nadzorovala vso zaščito in posel kaznovanja v skupnosti. Ker bi to podjetje (ali konfederacija podjetij) imelo monopol nad silo na ozemlju skupnosti in ker bi zaščitili pravice vsakogar, da živi, bi to pomenilo minimalno državo v libertarnem smislu. In zato, ker bi minimalna država nastala, ne da bi komurkoli kršili naravne pravice ter bi varovala osnovne pravice vsakogar, je država vsaj v svoji pristojnosti upravičena.
Proti liberalizmu in ideologiji levice Nozick trdi, da več kot minimalna država ni upravičena, saj bi vsaka država z bolj obsežnimi pooblastili kršila osnovne pravice svojih državljanov. Tako država ne bi smela imeti pooblastila za nadzor cen ali za določitev minimalne plače, ker bi s tem kršila osnovno pravico državljanov do razpolaganja s svojo lastnino vključno z njihovim delom, kot se njim zdi primerno. Iz podobnih razlogov, država ne bi smela imeti pooblastila za vzpostavitev javnega izobraževanja ali zdravstvenega varstva, ne bi smela s pomočjo obdavčitev kaznovati državljanov, ki bi želeli namesto tega porabiti svoj denar za zasebne storitve. Pravzaprav je po Nozicku kakršno koli obvezno obdavčenje, ki se uporablja za financiranje storitev ali koristi, razen tistih ki so potrebni za delovanje minimalne države, nepravično in neupravičeno, saj taka obdavčitev predstavlja nekakšno "prisilno delo" za tistega, ki mora ta davek plačati.

### Upravičena teorija pravičnosti
Nozickova vizija legitimne državne oblasti je izrazito v nasprotju s teorijo pravičnosti Johna Rawlsa in njegovih privržencev. Rawls trdi, da bi morala država imeti kakršnakoli pooblastila, ki so potrebna, da zagotovijo državljanom v najslabših življenjskih pogojih življenje v tako dobrih pogojih kot se le da (še vedno pa mora ta moč biti v skladu s človekovimi pravicami in njegovo svobodo). To načelo izhaja iz Rawlsove teorije pravičnosti, katere eden od principov je, da je neenaka razporeditev imetja in zaslužka upravičena samo in samo, če ima vsak na dnu družbene lestvice možnost priti do boljših pogojev, kot bi jih imeli sicer. Nozickov odziv do takšnih argumentov pa je, da so Rawls in njegovi privrženci pod vplivom napačne iluzije pravične razdelitve: napačno namreč definirajo pravično razdelitev glede na vzorec, ki se kaže v določenem času (enaka razdelitev ali razdelitev, ki je neenaka do neke mere) ali pa v smislu zgodovinskih okoliščin njenega razvoja (npr. tisti, ki so delali več, imajo več), in ne glede na naravo transakcij, skozi katero je do razdelitve prišlo. Nozicku je kakršnakoli razdelitev lastnine, čeprav še tako neenaka, pravična samo in samo, če se oblikuje iz pravične razdelitve skozi legitimna sredstva. Eno od legitimnih sredstev je sredstvo za nekaj, kar je uporabljeno v okoliščinah, ko pridobitev ostalih ne bi pahnila v slabši položaj. Drugo sredstvo oz. način je prostovoljni prenos lastništva deležev nekomu drugemu. Tretje sredstvo oz. način je poprava preteklih krivic pri pridobitvi ali prenosu deležev. Po Nozicku, vsakdo, ki je pridobil svojo trenutno lastnino s temi sredstvi, ima do nje moralno pravico. Tako " upravičena " teorija pravičnosti določa, da je porazdelitev deležev v družbi pravična samo in samo, če ima vsak v tej državi pravico, do tistega, kar ima.
Da bi pokazal, da so teorije pravičnosti na osnovi vzorcev ali zgodovinskih okoliščin napačne, je Nozick oblikoval preprost vendar iznajdljiv ugovor, ki je postal znan kot argument "Wilt Chamberlain". Predpostavimo, pravi Nozicek, da je porazdelitev deležev v dani družbi pravična zgolj po egalitarni teoriji, ki temelji na vzorcih ali zgodovinskih okoliščinah in hkrati temelji na strogo enaki porazdelitvi deležev. V tej družbi je Wilt Chamberlain odličen košarkar, medtem ko številne ekipe med seboj tekmujejo za opravljanje svoje storitve. Chamberlain se strinja, da igra za določeno ekipo pod pogojem, da vsakdo, ki obišče igro, v kateri on igra, vrže v posebno okence na vratih 25 centov. To vsebino bo dobil on. V sezoni, če se iger, v katerih igra Chamberlain udeleži en milijon navijačev, prejme Chamberlain 250.000 dolarjev več kot ostali. Je nova razdelitev nepravična? Močna intuicija, da je pravično, je potrjena s strani Nozickove teorije pravičnosti (ker Chamberlain pridobil svoj delež z legitimnimi sredstvi), vendar je v navzkrižju z egalitarno teorijo. Nozick trdi, da je ta trditev posplošena na vsako teorijo, ki temelji na vzorcih ali zgodovinskih okoliščin, saj bi lahko bila vsaka razdelitev s takšno teorijo vzrok razburjenosti pri navadnih in neoporečnih transakcijah, kot tista, ki vključuje Chamberlaina. Nozick ugotavlja, da bi morala vsaka družba, ki poskuša izvesti takšno teorijo, močno poseči v svobodo svojih državljanov, da doseže pravično razporeditev po njenem mnenju. Socialistična družba, kot pravi, bi morala prepovedati kapitalistična dejanja med odraslimi osebami.
Nozick poudarja, da njegova vizija minimalne države vključuje vse ljudi in je združljiva z obstojem manjših skupnosti, ki temeljijo na različnih teorijah pravičnosti. Skupina, ki bi želela tvoriti socialistično skupnost, katera bi bila urejena po egalitarni teoriji, in bi ga pristaš enakopravnostne teorije svobodno lahko urejal, ima prosto pot, da to stori, dokler nikogar ne bi prisilil k pridružitvi skupnosti proti njegovi volji. Dejansko bi vsaka skupina uživala enako svobodo ter realizirala njegovo idejo dobre družbe. Glede na povedano, po Nozicku, minimalna država predstavlja okvir za različne utopije. Anarhija, država in utopija je požela ogromno komentarjev, v večini kritičnih. Za razliko od Rawlsa pa Nozick ni poskušal zagovarjati ali spremeniti svojega političnega pogleda v objavljenem delu.

### Etika
Robert Nozick je bil velik zagovornik osnovnih človekovih pravic. Te pravice predstavljajo pravila, ki veljajo tako v državi kot v naravnem stanju - po njih se moramo ravnati tudi v primeru, ko ni prisotne nikakršne pogodbe. V njih združuje pravico svobode in pravico, da nekaj narediš. Prva je odsotnost neke obveze, druga pa neka moralno vsiljena in obvezujoča. Vsak lahko opravi neko dejanje, dokler s tem ne krši pravic drugih. To je združil v trditvi, da vse kar sledi iz tega, da nekdo ima pravico, je, da ima ta tudi obvezo, ki je zaščitena s pravilom svobode drugih. V svojih idejah je nasprotoval Rawlsu.
Zanimivo je, da Nozick nikdar ne izrazi svojega mnenja o lastnini, temveč se navezuje zgolj na pravico, ki preprečuje ubijanje, nadlegovanje, oškodovanje in suženjstvo, kar bi lahko po njegovem mnenju vse šteli k pravici, ki preprečuje agresivnost. Nozick podpira idejo, da si vsak izbere svojo pot do cilja, ki si ga je prav tako zadal on sam in da nihče ( brez lastnega dovoljenja ) ne bi smel biti žrtvovan za dosego nekega cilja, čeprav je cilj v dobro vseh ljudi (skrajnosti utilitarizma).

### Epistemologija
V delu Filozofske obrazložitve (1981), za katero je prejel Emersonovo nagrado, ki jo podeljuje bratovščina akademikov Phi Beta Kappa (ΦΒΚ), se Nozick ukvarja s temami kot so: znanje, svobodna volja, osebna identiteta, status vrednot in s smislom življenja. Prav tako izpostavlja epistemološki sistem, ki se poskuša ukvarjati tako s  Gettierjevim problemom, kot tudi s problemom skepticizma. Ta zelo vpliven argument izključuje utemeljitev, kot nujni pogoj za védenje.

Nozickovi štirje pogoji, da S ima védenje, da P, so:

1.	P je resnično

2.	S verjame, da P

3.	Če obstaja primer (ne-P), S ne bi verjel, da P

4.	Če obstaja primer P, bi S verjel da P

Nozickova tretji in četrti pogoj sta si nasprotujoča, kar sam imenuje "teorija iskanja" védenja. Nozick je verjel, da nasprotujoča si pogojnika izpostavljata pomemben vidik našega intuitivnega dojemljivega znanja: za vsako dano dejstvo, mora metoda verujočega zanesljivo slediti resnici, kljub različnim ustreznim pogojem. S tega vidika je njegova teorija je podobna reliabilizmu (kategorija teorij v filozofski disciplini epistemologije). Zaradi nekaterih izjem splošnega pravila ali zakona, ki bi sicer bile postavljene pred te nasprotujoče pogoje, Nozick opredeljuje, da:

5.	Če ne gre za P in bi S uporabljal M, da bi prišel do prepričanja če ali ne-P, potem S ne bi verjel, da zgolj preko M-ja, da P.

6.	Če je P prisoten in je S primoran uporabiti M, da najdeta prepričanja ali, ali ne-P, potem bi S verjel, da zgolj preko M-ja, da P. 
Kjer M pomeni metodo, po kateri je S prišel do prepričanja ali, ali ne-P.

Glavna kritika njegove teorije védenja je njegova zavrnitev načela deduktivnega zaprtja. To načelo določa, da če S pozna X in S ima vedenje, da X pomeni Y, potem S pozna Y. Nozickovo iskanje resničnih pogojev ne dopušča načela deduktivnega zaprtja. Zato trdi, da so pogoji iskanja resnice bolj bistvenega pomena za človeško intuicijo kot načelo deduktivnega zaprtja.
Za razliko od mnogih epistemologov, Nozick ne poskuša ovreči skepticizma. Namesto tega to upravičuje z uporabo teorije iskanja znanja. Na primer, skeptik lahko trdi, da posameznik ne more vedeti, ali ni zgolj samo "možgani v kadi". Nozick trdi, da posameznik lahko ve, da ni zgolj možgani v kadi, tj. neko bitje, ki sestoji zgolj iz možganov v neki posodi, v katero jih je presadil neki moralno sprevržen znanstvenik in jim zdaj dovaja hrano s kisikom ter jih stimulira. Toda hkrati tudi obrne izjavo in trdi, da posameznik hkrati ne more vedeti, da ne obstaja zgolj kot možgani v kadi. Natančneje, Nozick uporabi filozofski argument oziroma miselni eksperiment filozofa G. E. Moora "Tukaj je roka" (Here is one hand) v procesu tega miselnega eksperimenta. Predpostavimo, da ima S resnično prepričanje, da ima roki. In v vseh možnih svetovih, v katerih S verjame, da ima roki, potem ima roki. In nasprotno: v vseh možnih svetovih, v katerih S nima več rok, potem preneha verjeti, da ima roke. Torej S ve, da ima roki (v tem svetu).
Kljub temu, Nozick priznava, da ne more popolnoma spodkopati skeptikovega prepričanja. Ob predpostavki, da S pravzaprav "možgani v kadi", tretji pogoj ne more biti izpolnjen. Z drugimi besedami, S ne neha verjeti, da S ni možgani v kadi v vseh možnih svetovih, v katerih obstaja ta možnost. Če S ne ve, da ni možgani v kadi, potem ne ve, da ima roki. Tako torej Nozick trdi, da S lahko ve, da ima roki, toda ne more biti prepričan, če ni njegov obstoj omejen zgolj na možgane v kadi.

## Dela
- Anarhija, država in utopija (Anarchy, State, and Utopia, 1974). Zaradi tega prvenca, za katerega je pravil, da je nastal bolj kot ne naključno, se je kasneje branil označbe političnega filozofa.
- Filozofske obrazložitve (Philosophical Explanations1981). Temeljno epistemološko delo, ki posega tudi v metafiziko in etiko. V tem delu mu ni šlo toliko za to, da bi zgradil popoln filozofski sistem, kot pa predstavil posamezne zagate povezane s človekovo eksistenco, spoznavanjem in delovanjem.
- Raziskano življenje (The Examined Life, 1989). Zbirka filozofskih meditacij, ki se še najbolje vklaplja v filozofijo vsakdanjega življenja in vseh, ki jim filozofija ni profesija.
- Bistvo razuma (The Nature of Rationality, 1993).
- Sokratske uganke (Socratic Puzzles, 1997) je zbirka esejev z različno tematiko, ki jim je skupna ti. sokratsko ironično spraševanje in filozofijo kot način življenja. Eseje je spisal potem, ko je izvedel za diagnozo raka na želodcu.
- Nespremenljivosti: struktura predmetnega sveta (2001). Njegovo zadnje delo je, v katerem navaja zadnja spoznanja iz fizike in biologije ter odgovarja na vprašanja objektivnosti na teh področjih, kot sta na primer narava nujnosti in moralne vrednote.